# エボニー
エボニー（EBONY ）は、木製大判カメラを製造する日本のカメラメーカー。木製部分は黒檀やマホガニー、金属部分はステンレスやチタンと高級材を使用して作られており、そのこだわりはブランド名（EBONY＝黒檀の英語名）にも現れている。デザインは坂梨寛美。
2016年10月に廃業となった。
木製大判カメラとしては珍しく組み立て不要で速写が可能。非使用時には全長が短くなりコンパクトに収納することができる。
製品に関してはエボニーのカメラ製品一覧を参照のこと。